# PGA5
PGA5‏ (Pepsinogen 5, group I (pepsinogen A)) هوَ بروتين يُشَفر بواسطة جين PGA5 في الإنسان.